# Дом-музей Кунаева

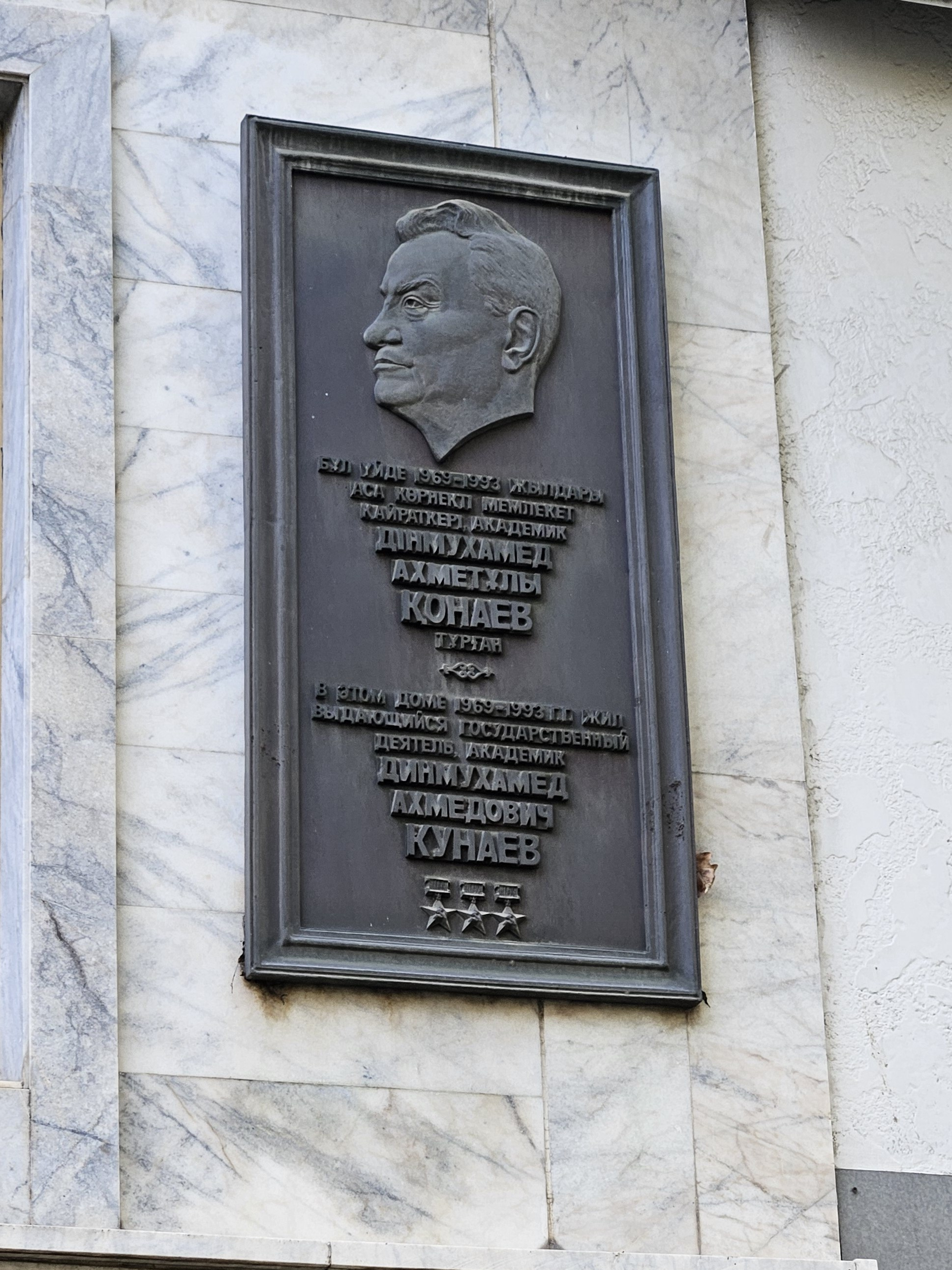
Мемориальная доска Кунаева на стене дома-музея

Дом-музей Кунаева (каз. Қонаев үй-музейі) — мемориальный музей и мемориальная квартира Динмухамеда Ахметовича Кунаева в городе Алма-Ата, Казахстан.

## История музея
Музей состоит из двух комплексов.

### Музей Д. Кунаева
Комплекс состоит из трёх экспозиционных залов.
К 90-летию со дня рождения Д.А. Кунаева в 2002 году был открыт дом-музей Кунаева в предоставленном для этого помещении по адресу ул. Тулебаева 117..
Основой для создания музея послужили поступившие от родственников собрания семейных меморий: документов, фото и видео материалов, портретов, предметов быта. Позже они были дополнены поступлениями от друзей и соратников Д.А. Кунаева. Экспозиции музея демонстрируют путь от горного инженера до вершины власти. Музейные коллекции хранят около 3 тысяч экспонатов, касающихся жизни выдающегося государственного деятеля, содержат богатый материал по истории Казахстана. Экспозиция размещена в двух залах общей площадью 210 кв. метров.

### Мемориальная квартира
К 100-летию со дня рождения Д.А. Кунаева в 2012 году была открыта мемориальная квартира, в которой глава Казахской ССР жил в 1969-1993 годах. После смерти Динмухамеда Ахмедовича в квартире проживал его племянник Дияр Кунаев, который максимально сохранил обстановку тех времен, когда в квартире жил его дядя. В доме-музее можно найти не только его личные вещи, но и проследить за целым этапом его творчества.
В квартире площадью 230 кв. метров представлены домашней библиотекой Кунаева в 7000 книг, коллекция зажигалок, насчитывающая более 400 экземпляров, личные вещи и подарки государственных деятелей.
Музейная экспозиция состоит из четырёх залов: рабочий кабинет Кунаева, гостиная, спальная комната и кухня.